# Эдберт II (король Кента)
Эдберт II (англ. Eadberht) — сын короля Кента Этельберта из Кентской династии. После смерти отца в 762 году стал править его владениями. В 764 году Эдберт умер и ему наследовал его брат Эгберт II.